# Blokart
Een blokart is een door wind aangedreven eenpersoons landvoertuig met drie wielen en een zeil. 

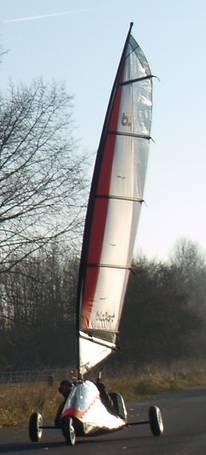
Blokart in actie

## Ontstaan en ontwikkeling
De blokart is in 1999 door Paul Beckett ontworpen in Nieuw-Zeeland. Zijn idee was om een landzeilwagen te maken die door een brede doelgroep gebruikt zou kunnen worden. In 2007 waren er al meer dan 6000 verkocht wereldwijd. In een groeiend aantal landen vormen zich clubs en mede daardoor zijn er inmiddels vele wedstrijden en kampioenschappen voor dit standaardmodel landzeiler wereldwijd. Ook zijn er georganiseerde trektochten, de zogenaamde "raids" waar men aan kan deelnemen.
De ontwikkelingen hebben niet stilgestaan: zo kun je met de schaatsenset voor Blokart op het ijs zeilen, en Blokart heeft in samenwerking met een catamaranspecialist een catamaranromp ontwikkeld.

## Besturing
Het voorwiel wordt gebruikt om te sturen en de achterwielen draaien gefixeerd om hun as. Men neemt plaats in het zitje dat tussen de achterwielen is geplaatst. De besturing komt in grote lijnen overeen met de besturing van een zeilboot. Eén hand bedient de schoot (het touw dat met het zeil verbonden is), de andere hand bedient het stuur. De besturing met de hand is uniek in de landzeilsector (waar sturen met de voeten gebruikelijk is).

## Eigenschappen
- handgestuurd
- zeer wendbaar
- te vervoeren in een kleine auto
- binnen 10 minuten op te bouwen
- eenvoudige besturing
- geschikt voor een grote doelgroep

## Wedstrijden
Er worden regelmatig club- en officiële blokartwedstrijden gehouden. Hierbij wordt het deelnemersveld opgesplitst in 2 categorieën. In de "production"-categorie rijden de piloten met een standaard, niet-aangepaste blokart. In de "performance"-categorie rijden piloten die hun blokart wel mogen aanpassen, door middel van bijvoorbeeld een stijvere mast (uit carbon) of een aerodynamisch windscherm (de zogeheten POD). Bij grotere deelnemersvelden worden nadien de categorieën nog eens in gewichtsklassen onderverdeeld.
De regelgeving voor de officiële wedstrijden gebeurt door de European Blokart Association (in Europa) en de International Blokart Racing Association (in de rest van de wereld).

## Locaties
Door zijn wendbaarheid en het aanbod van verschillende zeilmaten (2, 3, 4 en 5,5 m²) is de blokart op veel plaatsen in te zetten bij een groot aantal windsterktes.
- Een 2,0 m² zeil: geschikt voor een windkracht van rond de 6 Bft of meer voor volwassenen, tussen de 2 - 6 Bft voor kinderen
- Een 3,0 m² zeil: tussen de 4 - 6 Bft voor volwassenen, tussen de 3 - 5 Bft voor kinderen
- Een 4,0 m² zeil: tussen de 2 - 5 Bft voor volwassenen, tussen de 2 - 3 Bft voor kinderen
- Een 5,5 m² zeil: voor wind onder of rond de 2 Bft

Meest gebruikte plaats in Nederland en België om te blokarten is het strand, maar in principe is een blokart niet aan een specifieke locatie gebonden. Goede blokartlocaties voldoen aan de volgende eisen:
- Minimaal 100 meter lang
- Minimaal 30 meter breed
- Vlakke, harde ondergrond (bijvoorbeeld verhard strand, asfalt of kort gras)

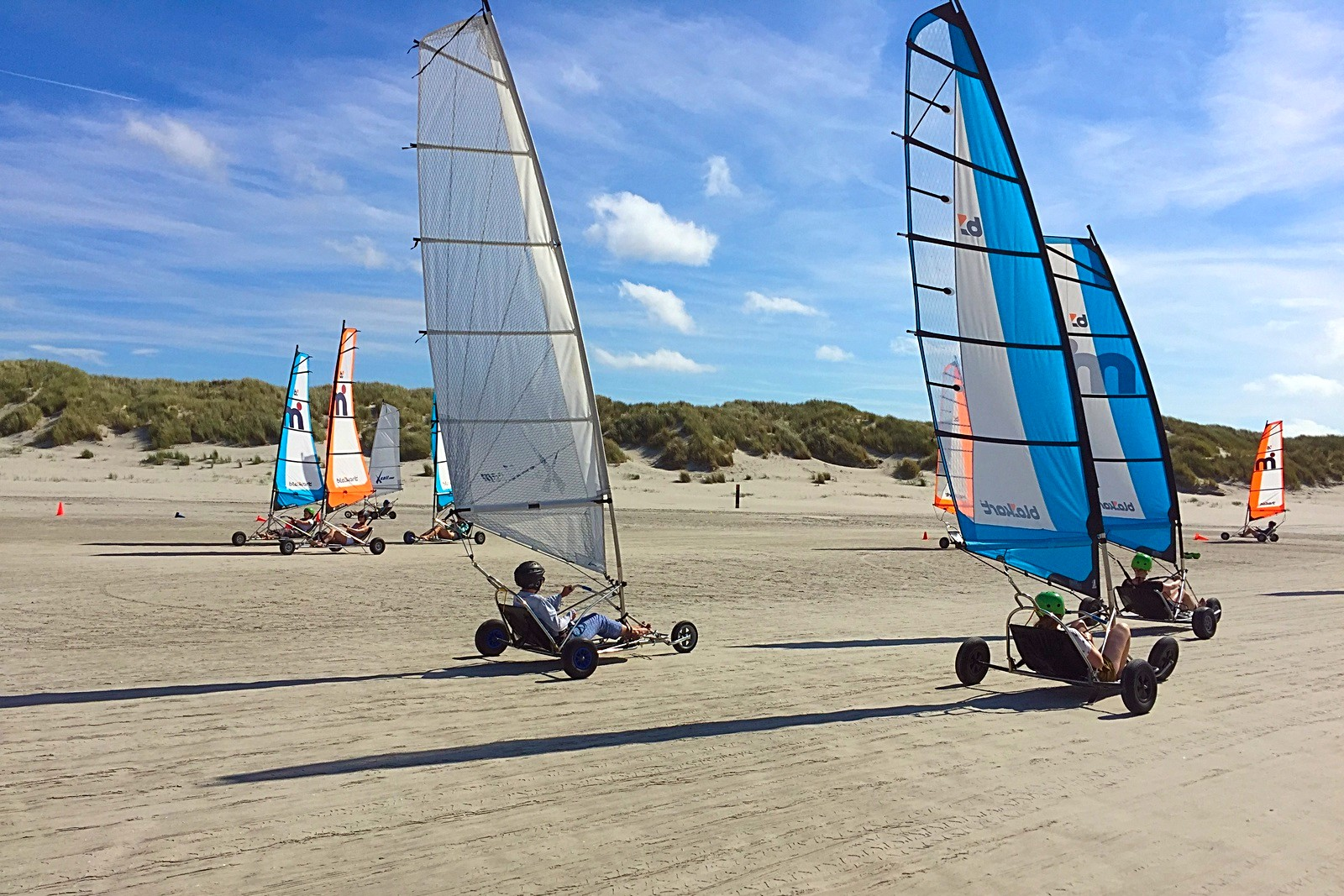
Blokarten op strand Nes, Ameland

## Specificaties
| Afmetingen opgebouwde blokart | |
| ----------------------------- | --- |
| Hoogte                        | 330 cm, 420 cm, 510 cm of 600 cm |
| Breedte                       | 140 cm |
| Wielbasis                     | 165 cm |
| Afmetingen blokart in de tas  | |
| Lengte                        | 120 cm |
| Breedte                       | 80 cm |
| Hoogte                        | 20 cm |
| Gewicht                       | 27 kg |
| Onderdelen                    | |
| Zeil                          | 2,0 m², 3,0 m², 4,0 m² of 5,5 m² |
| Mast                          | Respectievelijk 3, 4, 5 of 6 delen van glasfiber óf carbonfiber                                                                              |
| Chassis                       | 3 typen: Pro = roestvast staal, Sport = hoogwaardig staal (elektrisch gegalvaniseerd en zilver gepoedercoat) en Classic = zwart gepoedercoat |
| Assen                         | Roestvast staal en glasfiber |
| Vering                        | Flexibel glasfiber of carbonfiber |
| Opbouwtijd                    | 10 minuten |